# Halysidota donahuei
Halysidota donahuei là một loài bướm đêm thuộc phân họ Arctiinae, họ Erebidae.